# Aloe catengiana
Aloe catengiana es una especie de planta del género Aloe

## Características
De rápido crecimiento es una planta enana con retoños suculentos subterráneos, formando pequeñas y densas rosetas de hasta 200 mm de diámetro. Tiene raíces carnosas.  Las ramas, tienen cada una 4-7 rosetas, que cuelgan en el acantilado.  Sus hojas son suaves, muy carnosas, oblongo-triangular, de unos 100-200 x 8–10 mm, curvándose hacia abajo. La superficie foliar es lisa, ligeramente verde azulada pálido y blanco-manchado en la base.  Los márgenes son minuciosamente dentadas y ligeramente transparentes (ventana), los dientes son suaves y pequeños y el ápice está armado con 5 o 6 dientes.  La inflorescencia es una panícula esbelta compuesta de varios racimos corto teniendo cada una un máximo de 15 flores.  Los botones florales son de color naranja; las flores abiertas son tubulares, laxas de 25 mm de largo, de color naranja brillante-rojo, amarillo y verde-y con punta.  Sus estambres son de color amarillento y de 20–22 mm de largo.  El ovario es oblongo, de 5-6 x 2 mm, acanalado, de color marrón verde con un estilo de 18 mm de largo. La floración se produce principalmente durante el otoño (abril, mayo en el hemisferio sur).

## Distribución y hábitat
Se encuentra en la sierra sur de Angola, y ha sido recientemente encontrado en la zona de Omavanda la Baynes, en el norte de las Montañas Kaokoveld, Namibia.  Es una planta arbustiva muy ramificada con las ramas con hojas de hasta alrededor de 1 m de largo.  Que prospera en el cultivo de flores y durante el otoño.

## Taxonomía
Aloe catengiana fue descrita por Gilbert Westacott Reynolds y publicado en Kirkia 1: 160 (1961). 1961.
Etimología
Ver: Aloe
catengiana: epíteto geográfico que alude a su localización en Catengue en Angola.